# Geolycosa riograndae
Geolycosa riograndae este o specie de păianjeni din genul Geolycosa, familia Lycosidae, descrisă de Wallace în anul 1942. Conform Catalogue of Life specia Geolycosa riograndae nu are subspecii cunoscute.